# Mario Gäbler
Mario Gäbler (* 1963) ist der deutsche Skatmeister des Jahres 2006 (Einzelmeisterschaft Herren).
Der aus Bretnig-Hauswalde stammende Gäbler spielt für die Ostsachsenbuben Neustadt in Sachsen. Er siegte bei der deutschen Meisterschaft des Deutschen Skatverbandes am 21. Mai 2006 in Hamburg mit 10.367 Punkten, was das bis dato beste Ergebnis für Sachsen bei einer Einzelmeisterschaft war.
Im März 2006 hatte er sich bei den Sächsischen Einzelmeisterschaften in Meerane für die Teilnahme an der Deutschen Meisterschaft qualifiziert.
Mario Gäbler wurde bei elf Teilnahmen achtmal Klubmeister.